# Olpiolum monae
Olpiolum monae es una especie de arácnido del orden Pseudoscorpionida de la familia Olpiidae.

## Distribución geográfica
Se encuentra en Florida, República Dominicana y Jamaica.